# François Cabarrus

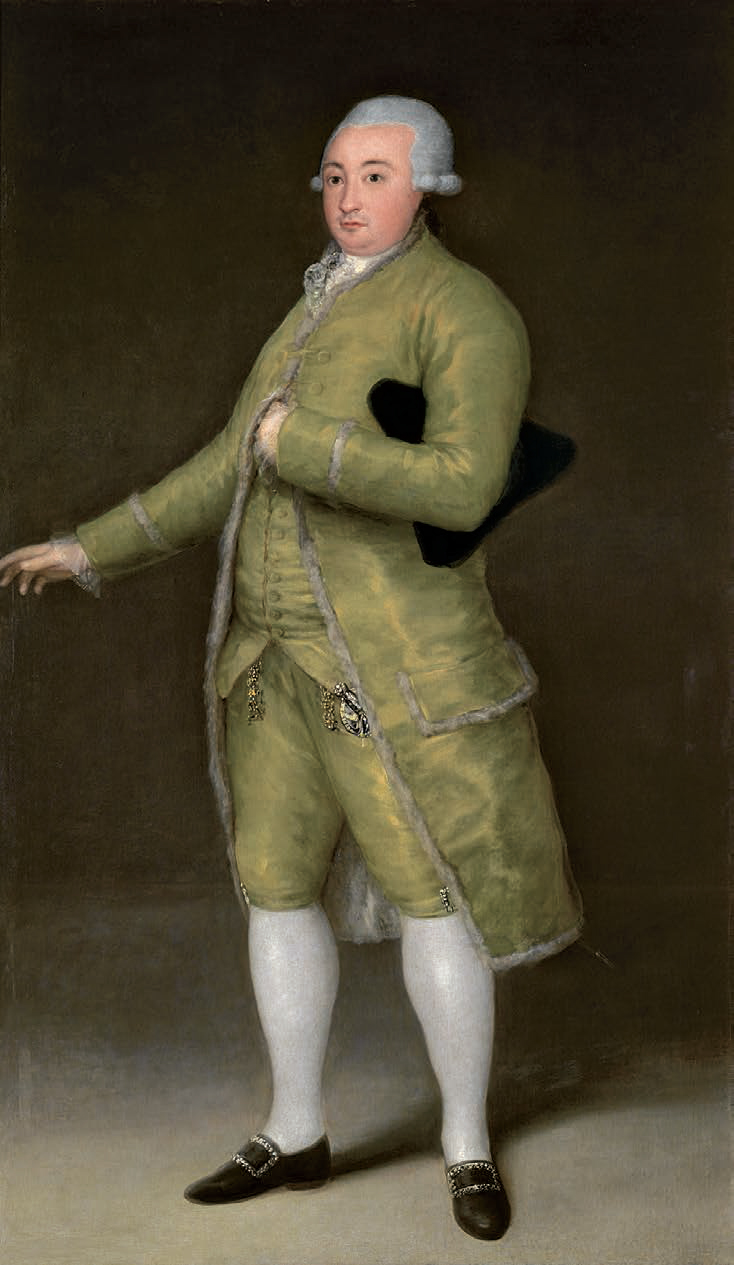
François Cabarrus.

François Cabarrus, född 1752, död 1810, var en spansk greve och politiker.
Cabarrus var under Karl III statsråd i finansministeriet, och upphjälpte landets finanser under det pågående kriget med England, och var verksam som grundläggare av statliga handelsföretag. Han avskedades efter Karls död men var under Ferdinand VII och Joseph Bonaparte finansminister. François Cabarrus var far till Thérésa Cabarrus.